# Синдика
Си́ндика — государство синдов, существовавшее с конца VI века до н. э. по IV век до н. э.

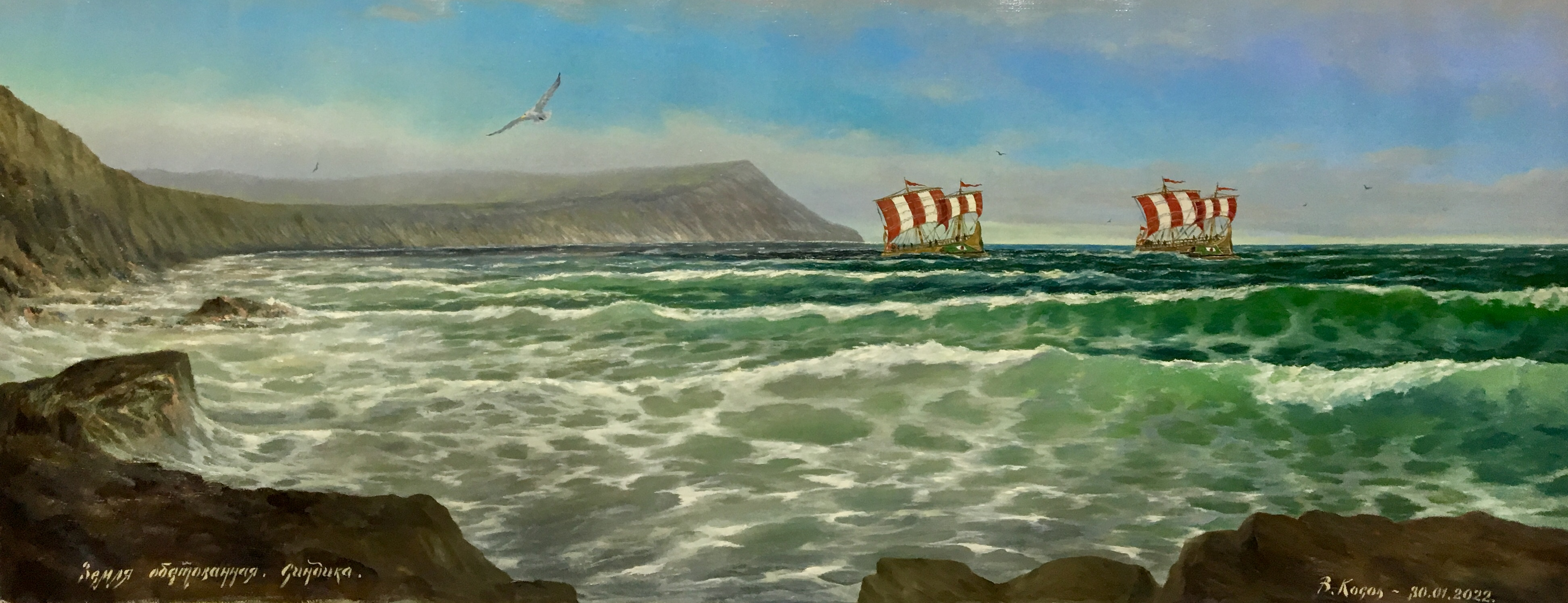
Синдика.Земля обетованная. Владимир Косов

## Общие сведения
Государство Синдика располагалось на территории, которую античные историки именовали «Синдикой», а именно в южной части современного Таманского полуострова, а также на прилегающем к нему побережье Чёрного моря, вплоть до Новороссийска; северной границей была р. Кубань.
Государство Синдика упоминается Геродотом, Псевдо-Скилаком, Псевдо-Скимном, Страбоном. В частности, Страбон назвал Синдику «царской столицей синдов».
Образование государства Синдика, очевидно, было связано с усилением у синдов власти военачальников, вследствие частых военных набегов со стороны кочевых племён.
Римский историк Помпоний Мела (15—60 гг.) писал: «В стране синдов был основан тамошними жителями город Синд (Синдос)». У античных авторов столица именуется также Синд и Синдика.
Государство Синдика вело морскую торговлю через собственную гавань, которую античные историки именовали Синдская гавань.
Синдика не подчинялась скифам, на что указывают сообщения Геродота (IV.28) о военных походах скифов против Синдики в V веке до н. э. (очевидно, с целью завоевания и разграбления). В последнее время археологами выявляется всё больше материальных подтверждений этих сообщений Геродота, однако известно, что Синдика продолжала процветать и далее и затем вошла в состав Боспорского государства.
Однако скифы, по-видимому, представляли угрозу, так как длительное время синды строили и укрепляли несколько городов-крепостей для защиты населения от нападающих, доказательством чего служит, например, Семибратнее городище, которое, возможно, является древним городом Лабрита.
На территории, именуемой Синдикой, примерно в тот же исторический период были основаны некоторые древнегреческие города-колонии (Гермонасса, Фанагория, Кепы), которые не входили в государство Синдика, но с которыми синды вели активную торговлю. Из всех меотских племён, по причине длительных торговых контактов, синды подверглись наибольшему влиянию греческой культуры. Синдская и греческая знать вступали в перекрестные браки и т. д. Первый из синдских царей, который упомянут историками — Гекатей (родом грек), а второй — Левкон I Боспорский (родом грек).
Благодаря длительным торговым контактам с греками синдам удалось быстро перенять торговые и финансовые приемы и традиции. В результате синды стали первыми на Северном Кавказе государством, которое самостоятельно выпускало деньги в обращение: в IV веке до нашей эры имел место непродолжительный период выпуска Синдикой трех серий серебряных монет.
В IV в. до н. э. Синдика потеряла политическую самостоятельность и вошла в состав Боспорского царства, а синдская знать вошла в состав правящей боспорской аристократии.
Левкон I Боспорский назначил своим наместником в Синдику своего брата Горгиппа. Позже морскую Синдскую гавань переименовали в его честь Горгиппией. По мнению ученых, точным месторасположением древней Синдской гавани (Горгиппии) было Бугазское городище, которое было расположено на мысу, образованном Чёрным морем и озером Солёным, ныне обособленном от Кизилташского лимана, но ранее бывшем его частью.

## Известные исследователи
- востоковед В. Г. Тизенгаузен — 1878.
- кавказовед Н. В. Анфимов — в 1938-40, 1949—1952